# Naarda ivelona
Naarda ivelona là một loài bướm đêm trong họ Noctuidae.